# Анаксагора
Анаксагора (грч. Ἀναξαγόρας; рођен око 500. п. н. е. у Клазоменији близу Смирне (Турска); умро 428. п. н. е. у Лампсаку) је био грчки филозоф предсократовац, или како их је први назвао Аристотел, физичар (природословац) за којег Секст Емпирик каже да је најприроднословнији (phisikotatos).
За њега се каже да је он први човек који је филозофију донео у Атину, која касније, постепено постаје средиште филозофског проучавања (види Милет, Елеја и Јонија). Када се Анаксагора 464. п. н. е. населио у Атину, имао је 36 година исто колико и његов пријатељ Перикле, чији је он присан пријатељ, учитељ и саветник преко тридесет година био. 
Уводи појам Ум (νους) у филозофска разматрања, што ће према Платоновим ријечима бити један од разлога за Сократово интересовање за Анаксагорину мисао (види дијалог „Одбрана Сократова)“.
Своју филозофију је изложио у једној књизи од које су остали само фрагменти, за чије је очување заслужан Симпликије (VI вијек)
Један од водећих филозофа петог века пре нове ере, Анаксагора је наставио космолошку традицију филозофије која је почела на Милету у претходном веку. Рођен у Клазомени у Малој Азији око 500. п. н. е., у Атини ће провести тридесет година, крећући се у интелектуалним круговима и одржавајући блиско пријатељство са Периклом. Постоје два алтернативна датума његовог доласка и боравка у Атини; у једном се каже да је стигао 480 и остао до 450, а у другом да је стигао 460 и остао до 430. Пошто је његово име у историјским записима везано за пад једног метеора у Аегоспотами, око 467. п. н. е., a и његова теорија о изливању Нила била позната Аескилу (око 456), изгледа да је његово дело већ било добро познато у деценији 460их.

## Биографија
Анаксагора је рођен у Клазоменији у Малој Азији између год. 500. и 497.године пре нове ере Неки извори говоре да је у Атину дошао са персијском војском, за вријеме битке на Саламини. Перикле, атински реформатор, је био Анаксагорин ученик (Платон, Федар), што ће касније филозофа увући у невоље, јер га политички противници 450. п. н. е. изводе пред суд под оптужбама за безбожност (види атеизам)! Оптужба се темељила на чињеници, преноси нам Платон, да је Анаксагора учио да је Сунце усијан камен и да је веће од Пелопонеза, а не као његови савременици да је сунце божанство, и да је Мјесец направљен од земље. (Са тиме је Анаксагора био један од првих представника материјализма). Да ли је тако свједочанства немамо, али су оптужбе очигледно намјењене задавању политичког ударца Периклу (Дамон, његов други учитељ, бива прогнан, остракизам). Осуђен је и прогнан из Атине око 434. године пре нове ере, а тада је прешао у Јонију, град Лампсаку у коме је умро око 428. године пре нове ере. У Лампсаку је вјероватно основао и своју школу. Грађани овог града му подижу споменик на тргу (олтар посвећен Уму и Истини).

## Филозофија
Анаксагора, последњи велики представник јонске космологије. Аристотел каже за њега да је годинама био старији, а делима млађи од Емпедокла. Као његов непосредан учитељ долазио би у обзир питагоровац Хермотим из Клазомена. Око 464. п. н. е. он се преселио у Атину, која је после победе над Персијанцима постала не само политичко средиште него и духовно огњиште свега хеленскога света. Његов долазак у тај град има по својим последицама много већи значај него Питагорино пресељење у Кротон или Ксенофаново у Елеју: он није имао само у томе што је под његовим утицајем и атинска филозофска мисао замахнула својим крилима него и у томе што је својом теоријом ума извршио јак утицај на државника Перикла, као и на друге Атињане, нарочито на трагичара Еурипида. Ако је напредна Атина и дала земљишта Клазомењанинову семену, ипак је он од Периклових противника оптужен за безбожништво, али му је Перикле помогао да се спасе из опасности, те се он, после тридесетогодишњег боравка у Атини, склонио у Лампсак, где је после две године и умро, око 428. године, па је ту и сахрањен.

## Дела
Написао је у прози спис о природи, од кога су сачувана само двадесет и два одломка.
И Анаксагора сматра да је промена у ствари спајање и раздвајање првобитних материја, које он зове „ствари“ (χρήματα) или „семена“ (σπέρματα). При конструисању материје као панспермије (Arist. De gen. et corr. 314 a 28) он је сигурно имао на уму слику панспермије или панкарпије, тј. жртве у свима плодовима која је спремана за поједине празнике. Његова семена састављене су од веома много ситних, чулима неопажљивих, истоврсних честица, које свагда имају исти квалитет, на пример: кад се честице злата спајају или раздвајају, оне опет остају злато, честице меса опет месо, итд.; и зато их Аристотел зове (τά όμοιομερή), тј. материјама којима су честице сличне, а доцније су добиле име (όμοιομέρεαι). Таквих хомеомерија има неограничено много, различите су по облику, боји и укусу, а по трајању вечне и непроменљиве. Првобитно су све семена била заједно, помешана; а кад су се разделила на мање хрпе, постала су поједини предмети, и они су добили име и особину по оном семену којег у њима има највише.
Анаксагора иде дубље од Емпедокла тиме што поставља неизмеран број стихија, јер му се очевидно чинило да се из мешања само четирију стихија не могу објаснити особине свих тако различних емпиријских ствари. Првобитна материја као панспермија подсећа не само на митски хаос и на Анаксимандрово (άπειρον) него и на Парменидов и Емпедоклов (σφαϊρος). Из таквих онтолошких принципа изводи Анаксагора своју космологију, биологију итд.
Из панспермије као првобитног стања света, у коме је владао потпун мир, почиње у једном датом тренутку издвајање семена ротационим кретањем у једној тачки, и отуда се кретање све даље ширило, у све већим круговима. У том кретању почеле су да делују и на деобу семена утичу две силе: тежа и центрифугална сила. Тако све постаје природно и под утицајем тих двеју сила; нема богова ни њихова утицаја на стварање света. Сунце, на пример, није божанство него само усјали грумен; Месец је друга Земља, има брда, долине, становнике. Почетак ротационом кретању учинио је ум (νους), а даље се све дешава механички.

## Мишљење других
Многи, на пример Е. Zeller, Μ. Heinze, Ε. Arleth, сматрају Анаксагорин ум за нешто нематеријално; по томе би Анаксагора, као Емпедокле, разликовао материју и силу; али други, на пример W. Windelband, сматрају га за нешто материјално, за најсавршенију од свих неизмерних хомеомерија.

## Изреке
Сам Анаксагора каже ο уму ово: 
Остало има део у свему, а ум је неограничен и сам свој господар и није помешан ни с једном ствари, него је једини сам за себе. Јер кад не би био сам за себе, него помешан с нечим другим, имао би део у свима стварима кад би био помешан с нечим. Јер, у свему је део свега. .. Он је најтања од свих ствари и најчистија и има све знање ο свему и највећу снагу, те и свим што има душу, било велико или мало, свим тим управља ум. И целокупним окретањем завладао је ум, тако да је окретању дао поредак.— фрг. 112